# Learning to Rock
Learning to Rock är det finska bandet Sturm Und Drangs debutalbum, utgivet 2007. Albumet har per den 29 januari 2008 sålt över 30 000 exemplar i Finland vilket innebär att albumet är platinaskiva i Finland.

## Låtlista
1. "Broken"
2. "Talking to Silence"
3. "Forever"
4. "Rising Son"
5. "The Raven"
6. "Indian"
7. "Learning to Rock"
8. "Fly Away"
9. "Mortals"
10. "Miseria"
11. "Breaking the Law" (bonusspår; cover)
12. "Forever" (bonusspår; modifierad version)
13. "Rising Son" (bonusspår; akustisk version)